# 永江智大
永江 智大（ながえ ともひろ、1987年 - ）は、日本の映画プロデューサー。

## 来歴
1987年佐賀県生まれ。成城大学文芸学部卒業後、2010年松竹株式会社へ新卒入社。映像製作部映画製作室でアシスタントプロデューサーを経験したのち、2011年より一年間松竹撮影所へ出向。映像企画部映画企画室を経て映画宣伝部宣伝企画室に所属している。

## フィルモグラフィー
- 『日々ロック』（2014年） - アシスタント・プロデューサー
- 『東京喰種 トーキョーグール』（2017年） - プロデューサー
- 『東京喰種 トーキョーグール【S】』（2019年） - プロデューサー
- 『一度死んでみた』（2020年） - プロデューサー
- 『鳩の撃退法』（2021年） - 宣伝プロデューサー
- 『大怪獣のあとしまつ』（2022年） - 宣伝プロデューサー